# (13376) Dunphy
(13376) Dunphy (1998 VO32) – planetoida z grupy pasa głównego asteroid okrążająca Słońce w ciągu 4,31 lat w średniej odległości 2,65 j.a. Odkryta 15 listopada 1998 r.